# Hattrick
Hattrick (Хет-трик, обычно сокращается до HT, рус. ХТ) — компьютерная игра, онлайновый браузерный футбольный менеджер (MMOG), разработанный в Швеции. Существуют версия для ПК и мобильная версия, а также приложения для Android и iOS.
По данным сторонних поставщиков веб-аналитики Alexa Internet и SimilarWeb Hattrick оценивался как 360-й и 584-й по популярности сайт в Италии соответственно, по состоянию на июль 2015 года. SimilarWeb оценивает сайт как наиболее посещаемый виртуально-спортивный веб-сайт во всём мире, привлекающий почти 4,6 миллиона посетителей в месяц.

## Общие сведения
Игра полностью бесплатна, в ней реализована бизнес-модель «free-to-win»: присутствующие в ней дополнительные платные услуги «Hattrick Supporter» и «Hattrick Gears», доступные для приобретения на сайте, служат лишь для удобства и развлечения пользователя, но не дают ему никакого игрового преимущества.
Общее количество активных пользователей по всему миру составляет более 250 тысяч человек. Каждый пользователь управляет своей собственной командой (есть возможность управлять двумя или тремя персональными командами в разных дивизионах одновременно, см. раздел #Hattrick Supporter).
Hattrick распространён в 128 странах мира, в каждой из них существует отдельная пирамида лиг, проводятся международные соревнования, как на уровне клубов, так и на уровне сборных.
Игра доступна на 55 языках, включая русский. Hattrick стал первой в мире онлайн-игрой, переведённой на фриульский язык, распространённый на территории северо-восточной Италии в историческом регионе Фриули.
С момента запуска игры 30 августа 1997 года в Hattrick прошло 63 сезона. Hattrick находится в перманентном состоянии развития и доработки, разработчики каждый сезон добавляют новые функции и вносят те или иные коррективы.

## История
- 1997 год — запуск игры, старт 1-го сезона[11].
- 1998 год — добавлены товарищеские матчи и Национальный кубок.
- 1999 год — основана компания Extralives AB, занявшаяся дальнейшим развитием Hattrick.
- 2000 год — стартовал 11-й сезон, который стал началом HT в его нынешнем виде. К старту этого сезона в Hattrick появился новый дизайн, большое количество новых функций, а также игра впервые вышла за пределы Швеции — было запущено 6 новых национальных лиг.
- 2001 год — введение первого варианта платной подписки Hattrick Supporter.
- 2002 год — стартовал 15-й сезон, в конце которого был проведён первый Кубок мира.
- 2003 год — преодолён рубеж в 100 000 пользователей.
- 2004 год — преодолён рубеж в 500 000 пользователей.
- 2005 год — преодолён рубеж в 700 000 пользователей.
- 2006 год — преодолён рубеж в 900 000 пользователей, стартовал первый международный турнир Hattrick Masters.
- 2007 год — десятилетие игры. Добавлены юношеские команды, одновременный онлайн на сайте превысил 75 000 человек.
- 2008 год — проведён самый большой в мире опрос на футбольную тематику — Global Football Monitor, в нём приняло участие 440 тысяч менеджеров.
- 2009 год — запущен новый расстановщик.
- 2010 год — достигнуто соглашение о партнёрстве с итальянской спортивной газетой La Gazzetta dello Sport.
- 2011 год — добавлен функционал Hattrick Gears.
- 2012 год — выпущены официальные приложения для Android и iOS.
- 2013 год — появилась возможность управления двумя командами одновременно.
- 2014 год — введены новая система персонала и новая система кубков.
- 2015 год — организована система наставничества, целью которой является снижение порога вхождения в игру.
- 2016 год — введён полностью новый просмотрщик матчей HT-Live.

## Игровой процесс
Пользователи Hattrick получают возможность попробовать себя в качестве менеджера своего собственного футбольного клуба. Менеджер в игре обладает широкими возможностями по управлению командой, такими как покупка и продажа игроков, выставление составов на матчи, выбор командной тренировки, реконструкция клубного стадиона, подбор персонала и многое другое. Как и в большинстве футбольных менеджеров, пользователь должен определять позиции своих игроков на поле и выбирать стратегические, тактические и экономические направления развития команды. В Hattrick существует множество различных типов команд, формирующихся в основном в зависимости от выбранного типа и параметров тренировки, устанавливаемых пользователем. Игра отличается своей неторопливостью и для достижения результатов требует взвешенных и обдуманных решений, а также планировки долгосрочной стратегии. Мало кому удаётся добиться серьёзного успеха раньше трёх лет пребывания в игре.

### Система лиг

Страница лиги в Hattrick перед началом сезона

В каждой присутствующей в Hattrick стране своя система лиг. Для каждого нового пользователя администратор, обрабатывающий заявку на регистрацию, случайным образом выбирает дивизион, в зависимости от указанной страны. Команды, оставшиеся без владельца в высших лигах, не выдаются новым пользователям до того момента, пока не спустятся до двух низших национальных дивизионов. Поэтому новые менеджеры начинают с низших лиг и пытаются, через победы на каждом уровне, пробиться наверх. Количество дивизионов в каждой стране может быть различным и зависит от количества пользователей. Структура лиг при этом остаётся одинаковой:
| Кол-во | Лига                                         |
| 1      | Первая лига (I.1)                            |
| 4      | Вторые лиги (II.1, II.2, II.3, II.4)         |
| 16     | Третьи лиги (III.1, III.2, … , III.16)       |
| 64     | Четвёртые лиги (IV.1, IV.2, … , IV.64)       |
| 256    | Пятые лиги (V.1, V.2, … , V.256)             |
| 1024   | Шестые лиги (VI.1, VI.2, … , VI.1024)        |
| 1024   | Седьмые лиги (VII.1, VII.2, … , VII.1024)    |
| 2048   | Восьмые лиги (VIII.1, VIII.2, … , VIII.2048) |

Страны с наибольшим количеством команд: Италия, Германия, Польша, Испания (во всех по 8 действующих дивизионов) и Швейцария (7 дивизионов).

### Лига
За победу в каждой лиге борется по восемь команд, матчи лиги проводятся один раз в неделю. Если клубу удаётся выиграть свою лигу, то он имеет возможность перейти в более высокий дивизион. В зависимости от дивизиона, в котором находится команда, и рейтинга, определяемого в соответствии с набранными очками и забитыми мячами в сезоне, команда-победитель может либо напрямую перейти в новую лигу, либо сыграть матч квалификации за право перехода против команды из более высокого дивизиона.
| Место | Высшая лига (I)                       | II, III, IV, V лиги                   | VI лига                           | VII лига                | VIII лига               |
| ----- | ------------------------------------- | ------------------------------------- | --------------------------------- | ----------------------- | ----------------------- |
| 1     | Чемпион страны                        | Переход напрямую или квалификация     | Переход напрямую или квалификация | Переход напрямую        |                         |
| 2     |                                       |                                       |                                   | Переход напрямую        |                         |
| 3     | Команда остаётся в лиге               | Команда остаётся в лиге               | Команда остаётся в лиге           | Команда остаётся в лиге | Команда остаётся в лиге |
| 4     | Команда остаётся в лиге               | Команда остаётся в лиге               | Команда остаётся в лиге           | Команда остаётся в лиге | Команда остаётся в лиге |
| 5     | Квалификация за право остаться в лиге | Квалификация за право остаться в лиге |                                   |                         |                         |
| 6     | Квалификация за право остаться в лиге | Квалификация за право остаться в лиге |                                   |                         |                         |
| 7     | Вылет из лиги напрямую                | Вылет из лиги напрямую                | Вылет из лиги напрямую            | Вылет из лиги напрямую  | Вылет из лиги напрямую  |
| 8     | Вылет из лиги напрямую                | Вылет из лиги напрямую                | Вылет из лиги напрямую            | Вылет из лиги напрямую  | Вылет из лиги напрямую  |

1. 1 2  За исключением команд из низшего дивизиона в стране

Победители II—VI дивизионов напрямую проходят выше, если они находятся в верхней половине списка рейтингов, определяемых в соответствии с количеством набранных очков и забитых мячей, среди команд-победительниц лиг одного уровня. Если команда находится в нижней половине, то она должна будет сыграть матч квалификации. Победители VII-го и VIII-го дивизиона, а также команды, занявшие второе место в VII-м дивизионе, всегда проходят выше напрямую. В каждом дивизионе, за исключением низших лиг страны, команды, занявшие 5-е и 6-е места, должны сыграть квалификационный матч против команд более низкого дивизиона. Команды, занявшие 7-е и 8-е места, переходят в лигу ниже напрямую.
Команды в лигах играют между собой в два круга (матч на домашнем стадионе и матч на выезде) по схеме:
| Тур | Матчи                            |
| 1   | 1 — 2 \| 3 — 4 \| 5 — 6 \| 7 — 8 |
| 2   | 4 — 1 \| 2 — 7 \| 6 — 3 \| 8 — 5 |
| 3   | 1 — 8 \| 3 — 5 \| 4 — 2 \| 7 — 6 |
| 4   | 6 — 1 \| 2 — 3 \| 5 — 7 \| 8 — 4 |
| 5   | 1 — 7 \| 4 — 5 \| 3 — 8 \| 2 — 6 |
| 6   | 5 — 1 \| 7 — 3 \| 6 — 4 \| 8 — 2 |
| 7   | 1 — 3 \| 2 — 5 \| 4 — 7 \| 6 — 8 |

| Тур | Матчи                            |
| 8   | 3 — 1 \| 5 — 2 \| 7 — 4 \| 8 — 6 |
| 9   | 1 — 5 \| 3 — 7 \| 4 — 6 \| 2 — 8 |
| 10  | 7 — 1 \| 5 — 4 \| 8 — 3 \| 6 — 2 |
| 11  | 1 — 6 \| 3 — 2 \| 7 — 5 \| 4 — 8 |
| 12  | 8 — 1 \| 5 — 3 \| 2 — 4 \| 6 — 7 |
| 13  | 1 — 4 \| 7 — 2 \| 3 — 6 \| 5 — 8 |
| 14  | 2 — 1 \| 4 — 3 \| 6 — 5 \| 8 — 7 |

### Кубки
Наряду с играми в лигах в каждой стране проводится розыгрыш Национального кубка по системе плей-офф. В странах, в которых существует шесть или меньше дивизионов, все команды, управляемые не ботами, принимают участие в Национальном кубке. В странах, с более чем шестью дивизионами, для команд в седьмом дивизионе и ниже организуются отдельные Кубки Лиги, аналогичные по структуре Национальному кубку.
Команды, вылетевшие из Национального кубка или Кубка Лиги в одном из первых шести раундов, получают возможность побороться за один из трёх Кубков Вызова. Команды, вылетевшие в первом же раунде первых двух Кубков Вызова могут побороться за утешительный Кубок Надежды.
| Неделя    | Национальный кубок                                                        | Изумрудный кубок                                                          | Кубок Надежды                                                             | Рубиновый кубок                                                           | Сапфировый кубок                                                          | Вылет из системы кубков                            |
| --------- | ------------------------------------------------------------------------- | ------------------------------------------------------------------------- | ------------------------------------------------------------------------- | ------------------------------------------------------------------------- | ------------------------------------------------------------------------- | -------------------------------------------------- |
| 1         | Поражение → Изумрудный кубок Победа ↓                                     | Розыгрыш кубка не начался                                                 | Розыгрыш кубка не начался                                                 | Розыгрыш кубка не начался                                                 | Розыгрыш кубка не начался                                                 | Невозможен                                         |
| 2         | Поражение → Рубиновый кубок Победа ↓                                      | Поражение → Победа ↓                                                      | Розыгрыш кубка не начался                                                 | Розыгрыш кубка не начался                                                 | Розыгрыш кубка не начался                                                 | Невозможен                                         |
| 3         | Поражение → Сапфировый кубок Победа ↓                                     | Победа: продолжает участие в розыгрыше Поражение: вылет из системы кубков | Победа: продолжает участие в розыгрыше Поражение: вылет из системы кубков | ← Поражение Победа ↓                                                      | Розыгрыш кубка не начался                                                 | Поражение в Изумрудном кубке или в Кубке Надежды   |
| 4         | Поражение → Сапфировый кубок Победа ↓                                     | Победа: продолжает участие в розыгрыше Поражение: вылет из системы кубков | Победа: продолжает участие в розыгрыше Поражение: вылет из системы кубков | Победа: продолжает участие в розыгрыше Поражение: вылет из системы кубков | Победа: продолжает участие в розыгрыше Поражение: вылет из системы кубков | Поражение в любом Кубке Вызова или в Кубке Надежды |
| 5         | Поражение → Рубиновый кубок Победа ↓                                      | Победа: продолжает участие в розыгрыше Поражение: вылет из системы кубков | Победа: продолжает участие в розыгрыше Поражение: вылет из системы кубков | Победа: продолжает участие в розыгрыше Поражение: вылет из системы кубков | Победа: продолжает участие в розыгрыше Поражение: вылет из системы кубков | Поражение в любом Кубке Вызова или в Кубке Надежды |
| 6         | Поражение → Изумрудный кубок Победа ↓                                     | Победа: продолжает участие в розыгрыше Поражение: вылет из системы кубков | Победа: продолжает участие в розыгрыше Поражение: вылет из системы кубков | Победа: продолжает участие в розыгрыше Поражение: вылет из системы кубков | Победа: продолжает участие в розыгрыше Поражение: вылет из системы кубков | Поражение в любом Кубке Вызова или в Кубке Надежды |
| 7 и позже | Победа: продолжает участие в розыгрыше Поражение: вылет из системы кубков | Победа: продолжает участие в розыгрыше Поражение: вылет из системы кубков | Победа: продолжает участие в розыгрыше Поражение: вылет из системы кубков | Победа: продолжает участие в розыгрыше Поражение: вылет из системы кубков | Победа: продолжает участие в розыгрыше Поражение: вылет из системы кубков | Поражение в любом из кубков                        |

Победители высшего дивизиона и Национального кубка участвуют в международном кубке Hattrick Masters. Команда, сделавшая золотой дубль (победа в чемпионате и национальном кубке), будет единственным представителем своей страны.

### Международные турниры
- Hattrick Masters — в турнире принимают участие победители высшей лиги и национального кубка предыдущего сезона. Этот турнир является бесплатным и доступен всем, кто смог достичь этих высот. Матчи проходят один раз в неделю.
- Кубок недели Supporter — турнир доступен всем обладателям любой из подписок Supporter, проводится в течение одной недели в межсезонье по системе Эло. Матчи проводятся трижды в день.
- Hattrick International — отдельная международная лига, полностью аналогичная обычным национальным лигам. Участие в этой лиге бесплатно для подписчиков Supporter Diamond, и стоит 35 евро/год для подписчиков Supporter Platinum.
- Ладдерные турниры — участие в самих турнирах бесплатно доступно всем пользователям игры, однако, чтобы вызвать соперника на матч, требуется внести залог в 1 кредит Hattrick Gears, который будет возвращён на счёт менеджера лишь в случае победы в этом матче. Подписчики Supporter Diamond могут участвовать в этих турнирах бесплатно.
- Турниры, создаваемые пользователями — могут включать до 64-х команд. Создание и участие в таких турнирах является бесплатным для подписчиков Supporter Gold и выше, обычные пользователи могут участвовать в них при помощи оплаты через кредиты Hattrick Gears.

### Матчи
Команды соревнуются друг с другом в лигах, кубках и прочих состязаниях, играя между собой матчи. Матчи в Hattrick можно разделить на три типа:
- Официальные (матчи лиги, матчи квалификации и матчи кубков)
- Товарищеские — не являются официальными, однако также дают полноценную тренировку игрокам
- Турнирные (собственно турнирные, ладдерные, быстрые и пр.) — виртуальные, не оказывают никакого влияния на команду

Перед каждым матчем (не позднее, чем за 20 минут до его начала) пользователь должен дать установку своей команде. Установка заключается в выборе тактического построения (расстановки, например, 4-4-2 или 3-5-2), расстановке игроков по позициям, выдаче им, в случае надобности, индивидуальных указаний, в выборе тактики и настроя команды на матч. Также есть возможность дать указания об изменениях поведения игроков в течение матча и о заменах (но не более трёх замен и не более пяти изменений суммарно; при найме тренера по тактике возможно получить до 10 дополнительных указаний на матч). Далее матчевый движок обрабатывает данные и генерирует отчёт о матче, который транслируется в реальном времени (1-й тайм (45 минут)+перерыв (15 минут)+2-й тайм (45 минут)+скомпенсированное время). В кубковых матчах, в случае, если основное время матча закончилось вничью, назначается дополнительное время (два тайма по 15 минут), а в случае ничьей в дополнительное время, — серия пенальти. Товарищеские матчи могут играться как по кубковым, так и по обычным правилам. Во время матча невозможно вносить какие-либо новые корректировки в идущую игру.
В матчах в HT соревнуются не столько игроки, сколько рейтинги линий (защита—полузащита—нападение) команд-соперниц. Игроки вкладывают свои навыки в рейтинги команды и кроме этого могут повлиять на исход с помощью своих специализаций, опыта или характера. Команда, играющая на своём стадионе в официальном или товарищеском матче, получает прибавку к рейтингу полузащиты. Чем выше рейтинги линий команды, тем выше вероятность благоприятного исхода в матче. Однако теоретически даже самая сильная команда в HT может сыграть вничью или даже проиграть самой слабой, вероятность такого исхода крайне мала, но не равна нулю. В общем случае на исход матча влияют: рейтинги линий команд соперников (определяемые в зависимости от указаний на матч, параметров игроков, ментальности тренера, командного духа и уверенности команды), уровень владения тактиками (в случае их использования), тактические указания на матч, погодные условия, специализации, опыт и характер игроков, а также травмы и удаления. В HT всего шесть тактик: контратаки, атака по центру, атака по флангам, прессинг, дальние удары, игра творчески. В каждом отдельном матче команда может следовать лишь одной из них.
Отрывок из отчёта о матче:

На 30-й минуте встречи игрок Tonko Turković команды Bulgars грубо нарушил правила и получил за это желтую карточку. Команда Bulgars провела опасную контратаку по левому флангу на 35-й минуте матча, но Saygın Oğulbaş упустил мяч за линию ворот. Klaudio Kocman не смог ничего противопоставить техничному Bjørn Florentsen, когда тот на 39-й минуте, легко обыграв соперника, забил красивый гол в угол за команду Yarost. 1 — 0! На 41-й минуте едва не отличился Terkel Borup, удар которого со штрафного чуть было не завершился голом, однако мяч попал в стойку и прокатился вдоль линии ворот. Игрок Gennady Abramkin команды гостей оказался первым у мяча и ликвидировал опасный момент у своих ворот. После первого тайма счет 1 — 0. Игровое преимущество имела команда Yarost, владея мячом 57 % времени.— Yarost — Bulgars » Hattrick

### Игроки
Каждый игрок в HT имеет собственное имя и фамилию (иногда прозвище), лицо, а также:
- Национальность — определяется в зависимости от того в юношеской команде какой страны начал свою карьеру игрок. Национальность влияет на определение зарплаты игрока, легионеры получают зарплату на 20 % больше по сравнению с местными игроками.
- Индивидуальность — состоит из трёх параметров (характер, честность и темперамент), описывающих взаимоотношение игрока в коллективе и его поведение на поле.
- Специализация — некоторые игроки в HT имеют особые качества, которые они могут использовать во время матчей или между ними. Специализаций всего шесть: Непредсказуемый, Быстрый, Техничный, Игра головой, Мощный и Крепкое здоровье. У каждой специализации (кроме «Крепкое здоровье») есть как положительные, так и отрицательные стороны. Например «непредсказуемый» игрок на позиции защитника или центрального полузащитника может создать голевой момент как в свои ворота, так и в ворота соперника, а «мощный» игрок может улучшить на время матча свои игровые характеристики в дождливую погоду, но снизить их в солнечную[16].

Национальность, индивидуальность и специализация являются неизменными параметрами.
- Возраст — в HT присутствуют игроки с возрастом от 15 (юношеские академии) и до неограниченного количества лет. Один год в HT равен 112 дням, от 0 до 111 включительно, что составляет 16 недель или чуть менее четырёх реальных месяцев. Таким образом, за один реальный год в HT проходит три виртуальных. Возраст игрока влияет на его зарплату, скорость залечивания травм, скорость снижения навыков и рыночную стоимость.
- Лидерство — параметр игрока, характеризующий его лидерские способности. Игроки с высоким лидерством и опытом обычно становятся капитанами команд, а впоследствии — тренерами. Навык начинает снижаться только после того как игрок становиться тренером.
- Опыт — параметр, влияющий на вклад навыков игрока в рейтинги линий команды, а также на его способность к лидерству в команде и склонность к тренерству. Чем выше общекомандный опыт игроков, тем ниже вероятность потери концентрации во время матча. Опыт начисляется пропорционально проведённому на поле времени. Больше всего опыта игрокам даётся за выступление в матчах национальных сборных и международном кубке Hattrick Masters, меньше всего — за товарищеские матчи между командами из одной страны. Уровень опыта влияет на вероятность возникновения отрицательного/положительного специального события в матче.
- Преданность — параметр, дающий небольшую прибавку ко всем навыкам игрока, кроме формы и выносливости. Зависит от того, насколько давно игрок был куплен клубом. Для доморощенных игроков существует также «бонус родного клуба», который позволяет получить максимальный уровень преданности[19].

Возраст, лидерство, опыт и преданность игрока являются переменными параметрами, не зависящими от тренировки.
- Полузащита — навык игрока, который вкладывается в рейтинг полузащиты команды (за исключением вратарской позиции), который в свою очередь влияет на процент владения мячом в матче.
- Защита — навык игрока, который вкладывается в рейтинг защиты команды (за исключением позиции нападающего), рейтинг стандартов, уровень владения тактикой «прессинг». Влияет на специальные события у «непредсказуемых» игроков.
- Нападение — навык игрока, который влияет на уровень рейтинга нападения (за исключением позиции защитника и вратаря), стандартов команды и уровня владения тактикой «дальние удары». Влияет на реализацию некоторых специальных событий в матче.
- Фланг — навык игрока, который вкладывается в рейтинг нападения по флангу (за исключением позиции вратаря и центрального защитника/полузащитника). Уровень навыка влияет на вероятность возникновения специального флангового события в матче.
- Вратарь — навык игрока, который вкладывается в рейтинг защиты (только на вратарской позиции).
- Пас — навык игрока, который вкладывается в рейтинг нападения (нападающие, крайние и центральные полузащитники), в уровень владения тактиками «атака по флангам», «атака по центру», «контратаки». Влияет на возникновение специальных событий в матче у «непредсказуемых игроков».
- Стандарты — навык игрока, который вкладывается в рейтинг стандартов команды и в уровень владения тактикой «дальние удары». Также игроки с высоким уровнем стандартов обычно становятся исполнителями штрафных, пенальти и угловых.
- Выносливость — параметр игрока влияющий на снижение вклада всех навыков в течение матча. Зависит от тренировки выносливости и её интенсивности, а также от возраста. Чем старее игрок тем сложнее ему поднимать и удерживать на высоком уровне выносливость. Из-за недостатка выносливости игроков к концу матча может возникнуть голевой момент у их ворот.

Полузащита, защита, нападение, фланг, вратарь, пас, стандарты и выносливость являются переменными параметрами, зависящими от тренировки и возраста игроков. Чем старше игрок, тем быстрее снижаются все эти навыки.
- Форма — параметр, определяющий, насколько хорошо игрок вкладывает свои навыки в рейтинги линий команды. Форма постоянно изменяется и в общем случае зависит от: интенсивности тренировки, заигранности игрока (для поддержания формы требуется постоянная заигранность игрока в матчах), уровня тренерского навыка тренера, количества помощников тренера и фактора случайности.

Форма является переменным параметром, зависящими от тренировки, но не зависящим от возраста игроков.

### Трансферы
Важной особенностью игры, отличающей её от реального футбола, является необычная система трансферов, организованная по принципу открытого аукциона — игрока получает команда, предложившая за него цену выше, чем прочие. Продать игрока напрямую из одной команды в другую, минуя трансферный рынок, невозможно. Трансферное окно отсутствует — игроков можно продавать и покупать не только в межсезонье, а в любой момент сезона.

### Национальные сборные
Как и в реальном футбольном мире, в Hattrick существуют национальные сборные, проводятся Чемпионаты мира. Кроме того, в каждой стране есть молодёжная сборная для игроков не старше 20-ти лет. У каждой из этих сборных есть свой тренер, которого выбирают пользователи из этой страны.

#### Выборы
Выборы проводятся каждый сезон и начинаются на следующий день после финального матча чемпионата мира (среди основных или молодёжных сборных). Каждый пользователь имеет право выставить свою кандидатуру на пост тренера главной или молодёжной сборной, но только в одной стране. Тренер сборной руководит командой на протяжении двух сезонов.

#### Чемпионат мира
Чемпионат мира в Hattrick проводится каждые два сезона и проходит в несколько этапов, начинающихся с квалификации. Перед первым раундом квалификации проводится жеребьёвка на основе рейтингов сборных, которые зависят от результатов предыдущего чемпионата. По итогам квалификационного раунда отбираются 32 команды. После чего команды играют ещё три групповых раунда. Оставшиеся после этого четыре команды играют между собой полуфиналы и финал по кубковой системе. Молодёжный чемпионат мира проходит на сезон позже и имеет такой же формат.

#### История чемпионатов мира
| Список призёров | Список призёров | Список призёров    | Список призёров | Список призёров | Список призёров | Список призёров    |
| Розыгрыш        | Сезон(ы)        | Место проведения   | Участники       | Золото          | Серебро         | Бронза             |
| --------------- | --------------- | ------------------ | --------------- | --------------- | --------------- | ------------------ |
| I               | 15              | Япония Южная Корея | 40              | Швеция          | Англия          | США Финляндия      |
| II              | 17              | Аргентина          | 40              | Швеция          | Польша          | США Норвегия       |
| III             | 19              | Нидерланды         | 40              | Швеция          | Канада          | Нидерланды Англия  |
| IV              | 21              | США                | 40              | Норвегия        | Швеция          | Румыния Дания      |
| V               | 22—23           | Испания            | 76              | Швеция          | Англия          | Финляндия Норвегия |
| VI              | 24—25           | Бразилия           | 88              | Швеция          | Шотландия       | Польша Дания       |
| VII             | 26—27           | Китай              | 96              | Швеция          | Испания         | Польша Латвия      |
| VIII            | 28—29           | Германия           | 106             | Германия        | Румыния         | Испания Океания    |
| IX              | 30—31           | Россия             | 112             | Эстония         | Чехия           | Венгрия Россия     |
| X               | 32—33           | Португалия         | 114             | Португалия      | Турция          | Эстония Польша     |
| XI              | 34—35           | Бельгия            | 120             | Чехия           | Украина         | Латвия Венгрия     |
| XII             | 36—37           | Колумбия           | 124             | Россия          | Греция          | Польша Испания     |
| XIII            | 38—39           | Греция             | 124             | Германия        | Дания           | Англия Испания     |
| XIV             | 40—41           | Таиланд            | 124             | Греция          | Бельгия         | США Чили           |
| XV              | 42—43           | ЮАР                | 124             | Норвегия        | Боливия         | Швейцария Швеция   |
| XVI             | 44—45           | Индия              | 124             | Дания           | Швеция          | Польша Малайзия    |
| XVII            | 46—47           | Тринидад и Тобаго  | 128             | Чили            | Швейцария       | Швеция Финляндия   |
| XVIII           | 48—49           | Израиль            | 128             | Польша          | Словения        | Австрия Италия     |
| XIX             | 50—51           | Черногория         | 128             | Болгария        | Венгрия         | Румыния Россия     |
| XX              | 52—53           | Тунис              | 128             | Финляндия       | Швейцария       | Испания Германия   |
| XXI             | 54—55           | Бразилия           | 128             | Чили            | Швейцария       | Дания Испания      |
| XXII            | 56—57           | Андорра            | 128             | Чили            | Нидерланды      | Сербия Турция      |
| XXIII           | 58—59           | Индонезия          | 128             | Канада          | Чили            | Италия Сербия      |
| XXIV            | 60—61           | Эстония            | 128             | Нидерланды      | Италия          | Чехия Финляндия    |

| Общий зачёт медалей | Общий зачёт медалей | Общий зачёт медалей | Общий зачёт медалей | Общий зачёт медалей |
| Страна              | Золото              | Серебро             | Бронза              | Всего               |
| ------------------- | ------------------- | ------------------- | ------------------- | ------------------- |
| Швеция              | 6                   | 2                   | 2                   | 10                  |
| Чили                | 3                   | 1                   | 1                   | 5                   |
| Норвегия            | 2                   | 0                   | 2                   | 4                   |
| Германия            | 2                   | 0                   | 1                   | 3                   |
| Польша              | 1                   | 1                   | 5                   | 7                   |
| Дания               | 1                   | 1                   | 3                   | 5                   |
| Нидерланды          | 1                   | 1                   | 1                   | 3                   |
| Чехия               | 1                   | 1                   | 1                   | 3                   |
| Греция              | 1                   | 1                   | 0                   | 2                   |
| Канада              | 1                   | 1                   | 0                   | 2                   |
| Финляндия           | 1                   | 0                   | 4                   | 5                   |
| Россия              | 1                   | 0                   | 2                   | 3                   |
| Эстония             | 1                   | 0                   | 1                   | 2                   |
| Болгария            | 1                   | 0                   | 0                   | 1                   |
| Португалия          | 1                   | 0                   | 0                   | 1                   |
| Швейцария           | 0                   | 3                   | 1                   | 4                   |
| Англия              | 0                   | 2                   | 2                   | 4                   |
| Испания             | 0                   | 1                   | 5                   | 6                   |
| Венгрия             | 0                   | 1                   | 2                   | 3                   |
| Румыния             | 0                   | 1                   | 2                   | 3                   |
| Турция              | 0                   | 1                   | 2                   | 3                   |
| Италия              | 0                   | 1                   | 1                   | 2                   |
| Бельгия             | 0                   | 1                   | 0                   | 1                   |
| Боливия             | 0                   | 1                   | 0                   | 1                   |
| Шотландия           | 0                   | 1                   | 0                   | 1                   |
| Словения            | 0                   | 1                   | 0                   | 1                   |
| Украина             | 0                   | 1                   | 0                   | 1                   |
| США                 | 0                   | 0                   | 3                   | 3                   |
| Латвия              | 0                   | 0                   | 2                   | 2                   |
| Сербия              | 0                   | 0                   | 2                   | 2                   |
| Малайзия            | 0                   | 0                   | 1                   | 1                   |
| Океания             | 0                   | 0                   | 1                   | 1                   |
| Австрия             | 0                   | 0                   | 1                   | 1                   |

### Hattrick Supporter
Подписчикам Hattrick Supporter предоставляются дополнительные возможности. По заявлению разработчиков «Hattrick Supporter не даёт никаких преимуществ вашей команде, а скорее даёт возможность более глубокого изучения игры». Пользователям предлагаются четыре варианта подписки Supporter на выбор, чем дороже подписка, тем больше разнообразных удобств она в себя включает. Каждый последующий вариант подписки включает в себя и все преимущества предыдущего:
| Подписка | Ключевые функции |
| -------- | --- |
| Silver   | Вступление в федерации, являющиеся по сути дополнительными эксклюзивными форумами; новостная лента; участие в кубке недели Supporter; установка собственной эмблемы клуба и личного аватара менеджера; возможность публиковать пресс-релизы и писать сообщения в гостевые книги. |
| Gold     | Silver + создание федераций; возможность создавать дизайн командной формы, назначать игрокам номера, переводить их в Зал Славы, писать сообщения на странице своих игроков, которые смогут видеть все пользователи; настройка внешнего вида стадиона; статистические графики; детальный анализ матчей, команд, трансферов и тренировок; внутриигровой органайзер; коллекция флагов. |
| Platinum | Gold + получение второй команды; доступ к тестовому stage-серверу; возможность участвовать в выборе следующей функции Supporter. |
| Diamond  | Platinum + получение третьей команды в международной лиге; все функции Hattrick Gears бесплатно. |

### Hattrick Gears
Hattrick Gears это набор незначительных функций, которые можно покупать за внутриигровую валюту — кредиты. Для покупки этих функций не требуется быть подписчиком, однако подписчики пакета Diamond могут пользоваться всеми ими бесплатно. Например, при помощи этой системы можно менять внешность игроков своей команды, давать им прозвища и участвовать в разнообразных турнирах. Как и в случае с Supporter, все опции этого набора не дают никакого игрового преимущества, а служат лишь развлекательным целям.

## Сообщество и сторонние ресурсы
Многочисленное сообщество Hattrick распространилось далеко за пределы официального сайта. Множество сторонних сайтов посвящено изучению игровой механики, объяснению принципов игры, руководствам для новых пользователей, расчётам рейтингов и упрощению управления командой.

### Форумы
Веб-форумы — большая и важная часть игры. В Hattrick есть форумы каждой лиги, региона, страны, программ CHPP, федераций, а также общий Глобальный Форум (англ. Global Forum) для всех стран (на английском языке). Кроме этого есть специальные форумы, где новички могут задавать вопросы по игре, а также форумы, посвящённые темам не относящимся к Hattrick.

### CHPP приложения
Certified Hattrick Product Providers (CHPP) расширяют возможности игры, основанной на HTML, посредством предоставляемого доступа к данным сервера через протокол OAuth и последующего их использования для создания полезных функций. Существует множество разновидностей CHPP приложений:
- ассистенты менеджера, в основном помогающие систематизировать и архивировать различные данные команды, представляя их в удобном графическом виде. Кроме того, ассистенты менеджера обычно используются в качестве своего рода калькулятора для расчёта предполагаемых рейтингов линий команды в матчах[25][26][27].
- ассистенты менеджера по юношеской академии, помогающие управлять развитием молодых игроков[28].
- приложения, предоставляющие плагины для браузеров, позволяют настраивать под себя интерфейс игры, озвучивать некоторые игровые события, а также выводить игровые уведомления средствами браузера[29].
- просмотрщики матчей, использующие расширенные функции и средства для отображения хода матчей вне внутреигрового просмотрщика HT-Live.
- приложения по сбору статистики, предлагающие возможности более углублённого анализа данных из Hattrick.
- приложения, отслеживающие команды основных и молодёжных национальных сборных, призванные помочь тренерам в отслеживании игроков[30].
- прочие виды CHPP приложений, помогающие организовывать товарищеские кубки, упрощающие расчёт оптимального размера стадиона и даже позволяющие играть на тотализаторе.

### Глобальный мониторинг
В течение двух недель в мае 2006 года, более чем 196 000 пользователей Hattrick сделали свои прогнозы на исход грядущего Чемпионата мира в Германии, став таким образом участниками одного из самых крупных в истории опросов на футбольную тематику. Согласно результатам опроса, более 55 % его участников посчитали, что Чемпионат выиграет Бразилия.
Ещё более масштабный опрос был проведён в 2008 году, в преддверии Чемпионата мира в ЮАР. В нём приняло участие 440 000 пользователей. На этот раз болельщики угадали, что победителем будет сборная Испании.

## Академические исследования
Hattrick является объектом научного исследования. Так например в Хельсинкском университете проходили изучения онлайновых симуляторов и менеджеров, таких как Hattrick, как частный случай бизнес-модели для сферы онлайновых тотализаторов и азартных игр. Исследователи пришли к выводу, что «Проект онлайновой игры, основанной на симуляции спортивных состязаний, является очень интересным и наделён хорошими перспективами на будущее. Однако, для того чтобы дать окончательный ответ о ценности подобного рода услуг в будущем, требуются более продолжительные исследования и апробация проектов.»
Hattrick также лёг в основу научного исследования Тартуского университета — «англ. Time Extraction from Real-time Generated Football Reports» («Время извлечения из генерирующихся в реальном времени футбольных отчётов»).

## Благотворительность
ExtraLives AB и Hattrick поддерживают инициативу Homeless World Cup (Чемпионат мира по футболу среди бездомных), через размещение на сайте рекламных баннеров и финансирование игроков.

## Награды
- Hattrick трижды (в октябре 2002, апреле 2004 и ноябре 2006 года) получал звание «Игра месяца» от The Multiplayer Online Games Directory[36].
- Hattrick получил звание лучшей игры-симулятора в 2011 году от BBGsite[37].

## Hattrick Open
Hattrick Open — новый вариант игры от разработчиков классического Hattrick. В отличие от оригинальной игры реализована система англ. pay-per-play — предварительной платы за использование основных игровых функций. Есть возможность создавать собственные кубки и чемпионаты, в которых могут принимать участие даже те, у кого нет команды в классическом Hattrick; устанавливать удобное время начала матчей и их продолжительность, а также играть так часто, как пожелаешь. В турнирах можно использовать собственную команду, импортированную из Hattrick, либо создать абсолютно новую. Игры, проведённые импортированной командой в HTO, никак не влияют на состояние команды в самом Hattrick. В HTO внедрён тотализатор, основанный на нём чемпионат прогнозов, и чат для общения между игроками. В целом эта игра представляет собой облегчённую и ускоренную версию HT, без тренировок, персонала, наличия экономической составляющей и необходимости долгосрочного стратегического планирования развития команды. По словам разработчиков, HTO является «отличным плацдармом для апробации и реализации новых функций и решений, которые могут быть в будущем реализованы в классическом Hattrick».

## Комментарии
1. 1 2 3  По состоянию на ноябрь 2016 года.